# 天神神社 (下田市)
天神神社（てんじんじんじゃ）は、静岡県下田市蓮台寺にある神社。

## 概要
下田市の北方、蓮台寺駅の西方、蓮台寺川・県道118号沿い、下田高校や蓮台寺温泉がある蓮台寺地区の中央の北側山麓に鎮座している。
天平勝宝3年（751年）に行基によって開山され、後に真言宗寺院になったと伝承される、地名の由来にもなっている蓮台寺が、鎌倉時代の承久年間（1219年-1222年）に廃寺となり、遺された大日如来像を安置する大日堂が、この神社の起源となっている。元は天照大御神を祀る神明社として扱われ、後に菅原道真を祀る天神社へと形態を変えた。
2013年-2020年に伊東市の市役所・佛現寺で行われ、東伊豆町の素盞嗚神社と日本一（118段）を分け合う形になっていた雛壇飾りイベント「伊東MAGARI雛」が、2022年から当社に移転してくる格好となり、3月末週-4月初週の期間に参道石段を使って雛壇飾りイベントが行われている。

## 祭神
- 菅原道真

## 文化財
境内の大日堂内。公開日は年末年始（12月31日-1月3日）、春季（4月初週）、秋季（10月第2週）。
- 大日如来坐像 - 国指定重要文化財。
- 四天王像 - 市指定有形文化財。